# António Egas Moniz
António Egas Moniz (portuguès: António Caetano de Abreu Freire Egas Moniz)  (Avanca, 29 de novembre de 1874 - Lisboa, 13 de desembre de 1955) va ser un neuròleg portuguès i el desenvolupador de l'angiografia cerebral. Se'l considera un dels fundadors de la psicocirurgia moderna, després d'haver desenvolupat el procediment quirúrgic leucotomia, més conegut avui com a lobotomia, pel qual es va convertir en el primer portuguès a rebre un Premi Nobel de Medicina o Fisiologia el 1949 (compartit amb Walter Rudolf Hess).

## Biografia
Va néixer el 29 de novembre de 1874 a la petita circumscripció d'Avanca, municipi d'Estarreja, situada al districte d'Aveiro. Va estudiar medicina a la Universitat de Coïmbra, on s'especialitzà en anatomia i fisiologia. Després d'ampliar estudis a Bordeus i París, des de 1902 fou professor en aquella universitat, i el 1911 fou transferit a la recentment creada facultat de medicina de la Universitat de Lisboa, on ocupà una càtedra de neurologia fins a la seva jubiliació l'any 1944.
Morí el 13 de desembre de 1955 a la seva residència de Lisboa.

## Activitat política
La política va ser una de les primeres passions per a Moniz. Va donar suport a un govern republicà, divergent del suport de la seva família a la monarquia. Com a activista estudiantil, va ser empresonat en dues ocasions diferents per participar en manifestacions. Mentre era degà de la Facultat de Medicina de la Universitat de Lisboa, va ser arrestat per tercera vegada per impedir que la policia resolgués una protesta dirigida per estudiants.
La carrera política formal de Moniz va començar quan va ser elegit al parlament el 1900. Durant la Primera Guerra Mundial, va ser nomenat ambaixador a Espanya, i després, es va convertir en ministre d'Afers Exteriors el 1917, i el 1918 va dirigir la delegació portuguesa a la Conferència de Pau de París (1919). Es va retirar de la política el 1919 després d'un duel fruit d'una baralla política.

## Recerca científica
Interessat en la neurologia va fer estudis sobre els tumors cerebrals gràcies al descobriment de l'angiografia cerebral, que pràctica mitjançant la coloració del cervell per aconseguir l'opacitat dels raigs X, descobrint neoplàsies, aneurismes, hemorràgies i altres malformacions al cervell.
Després d'un conjunt d'assaigs en conills, gossos i caps de cadàvers, va assolir l'èxit utilitzant una solució de iodur de sodi al 25% en tres pacients, desenvolupant el primer angiograma cerebral.
Fou el primer a realitzar la lobotomia prefrontal.
L'any 1949 fou guardonat amb el Premi Nobel de Medicina o Fisiologia pel descobriment de l'efecte terapèutic de la lobotomia, premi que compartí amb el suís Walter Rudolf Hess per les seves investigacions demostratives de l'acció que exerceix el mesencèfal sobre les funcions dels òrgans interns.